# Kerncentrale Tricastin
De kerncentrale Tricastin, Site nucléaire du Tricastin, is een kerncentrale in Frankrijk in de gemeenten Saint-Paul-Trois-Châteaux, Pierrelatte (in het departement Drôme) en Bollène en Lapalud (in het departement Vaucluse). De centrale ligt aan het kanaal Donzère-Mondragon (omleidingskanaal van de Rhône), dat gebruikt wordt voor het koelwater. De centrale werd in 1974 gebouwd en telt vier actieve drukwaterreactoren (PWR). Drie van de vier reactoren werden tot 2012 gebruikt om de nabijgelegen uraniumverrijkingsinstallatie Eurodif van elektriciteit te voorzien. Door de ingebruikname van de nieuwe en efficiëntere SET-gascentrifuge fabriek, die ook nabij de kernreactoren ligt, kon de Eurodif-gasdiffusie fabriek worden gesloten, met als effect dat ca. 2700 MWe aan capaciteit beschikbaar kwam voor het Franse elektriciteitsnet.
| reactorblok | reactortype | vermogen | begin bouw | inbedrijfname |
| ----------- | ----------- | -------- | ---------- | ------------- |
| Tricastin 1 | PWR         | 915 MW   | 1974       | 1980          |
| Tricastin 2 | PWR         | 915 MW   | 1974       | 1980          |
| Tricastin 3 | PWR         | 915 MW   | 1975       | 1981          |
| Tricastin 4 | PWR         | 915 MW   | 1975       | 1981          |